# Каннинг, Андреа
Андреа́ Мид Ка́ннинг (англ. Andrea Mead Canning; 10 декабря 1972, Коллингвуд, Онтарио, Канада) — канадо-американская журналистка и телеведущая.

## Биография
Андреа Мид Каннинг родилась 10 декабря 1972 года в Коллингвуде (провинция Онтарио, Канада).
Наиболее известна как репортёр «NBC News». Ранее была корреспондентом «ABC News» (2004—2012). Она стала корреспондентом «Dateline» в октябре 2012 года.
С 7 июня 2008 года Андреа замужем за подполковником Тони Бэнкрофтом, USMCR, пилотом-инструктором F / A-18, с которым она встречалась три года до их свадьбы. У супругов шестеро детей, пять дочерей и один сын: Анна Кэтрин Бэнкрофт (род. в марте 2009), Шарлотта «Чарли» Брюстер Бэнкрофт (род. 19.05.2010), Кристина «Кики» Маргарет Бэнкрофт (род. 03.08.2012), Джорджия Рапалье Бэнкрофт (род. 27.02.2014), Элль Корбин Бэнкрофт (род. 27.05.2015) и Джордж Энтони «Трипп» Бэнкрофт-третий (род. 18.06.2019).